# Malá Roudka
Malá Roudka är en ort i Tjeckien.   Den ligger i regionen Södra Mähren, i den östra delen av landet, 170 km öster om huvudstaden Prag. Malá Roudka ligger 423 meter över havet och antalet invånare är 196.
Terrängen runt Malá Roudka är platt åt nordväst, men åt sydost är den kuperad.Runt Malá Roudka är det ganska tätbefolkat, med 67 invånare per kvadratkilometer. Närmaste större samhälle är Velké Opatovice, 2,8 km öster om Malá Roudka. I omgivningarna runt Malá Roudka växer i huvudsak blandskog.